# Brian Deacon
Brian Deacon (Oxford, 13 de febrero de 1949) es un actor inglés, conocido por interpretar a Jesús de Nazaret en la película Jesús de 1980, realizada por la organización evangélica Jesus Film Project. Deacon fue elegido para el papel entre un campo de 900 actores probados por el productor John Heyman.
Deacon también interpretó a Heumac en La serpiente emplumada (1976, 1978), a Frank Miles en la serie de televisión Lillie de 1978, y apareció con su hermano, Eric, en la película de Peter Greenaway, A Zed & Two Noughts (1985), como Oswald Deuce. Entre 1992 y 1993 desempeñó el papel de The Rt Hon. Neil Kincaid en la telenovela británica Emmerdale, el amante del personaje consagrado Kim Tate (Claire King).